# Flugplatz Arrabury

i7
i11
i13
Der Flugplatz Arrabury (IATA: AAB, ICAO: YARY) liegt etwa 100 m nördlich des kleinen Ortes Arrabury, mitten im Outback im Westen Queenslands an Grenze zu South Australia, Australien.
Der Flugplatz liegt etwa 30 km vom Innamincka Regional Reserve und 40 km vom Lake Yamma Yamma entfernt.
Die Fluglinie Aeroflot fliegt unregelmäßig mit einer Boeing 777-300ER vom Flughafen Arrabury nach Anaa, Französisch-Polynesien (z. B.).
Anstelle vom Flugplatz Arrabury wird der in der Umgebung liegende Roseberth Airport in Birdsville angeflogen.